# Alien Cut
Gli Alien Cut sono un team italiano di musica Dance, creato nel 2008 da Davide Maresca nato a Messina il 27 settembre 1987, e Fabio Adamo nato il 25 febbraio 1984 ad Ascoli Piceno.

## Storia
Iniziano ad affermarsi nel 2012, con la produzione dei singoli Call Me Up, Love Me Boy e, nel 2013, con Party Time, cantate da Vivian B, voce storica dei Da Blitz.
I singoli vengono inoltre trasmessi dalle top radio italiane, tra le quali m2o, e collezionano milioni di views e ascolti su YouTube e Spotify, mediante i quali il duo riesce a farsi conoscere anche oltre il confine italiano.
Gli Alien Cut collaborano con diverse etichette discografiche. Una delle prime è Dance and Love di Gabry Ponte, con il quale co-producono la traccia "Sexy Swag" cantata da Shaggy.

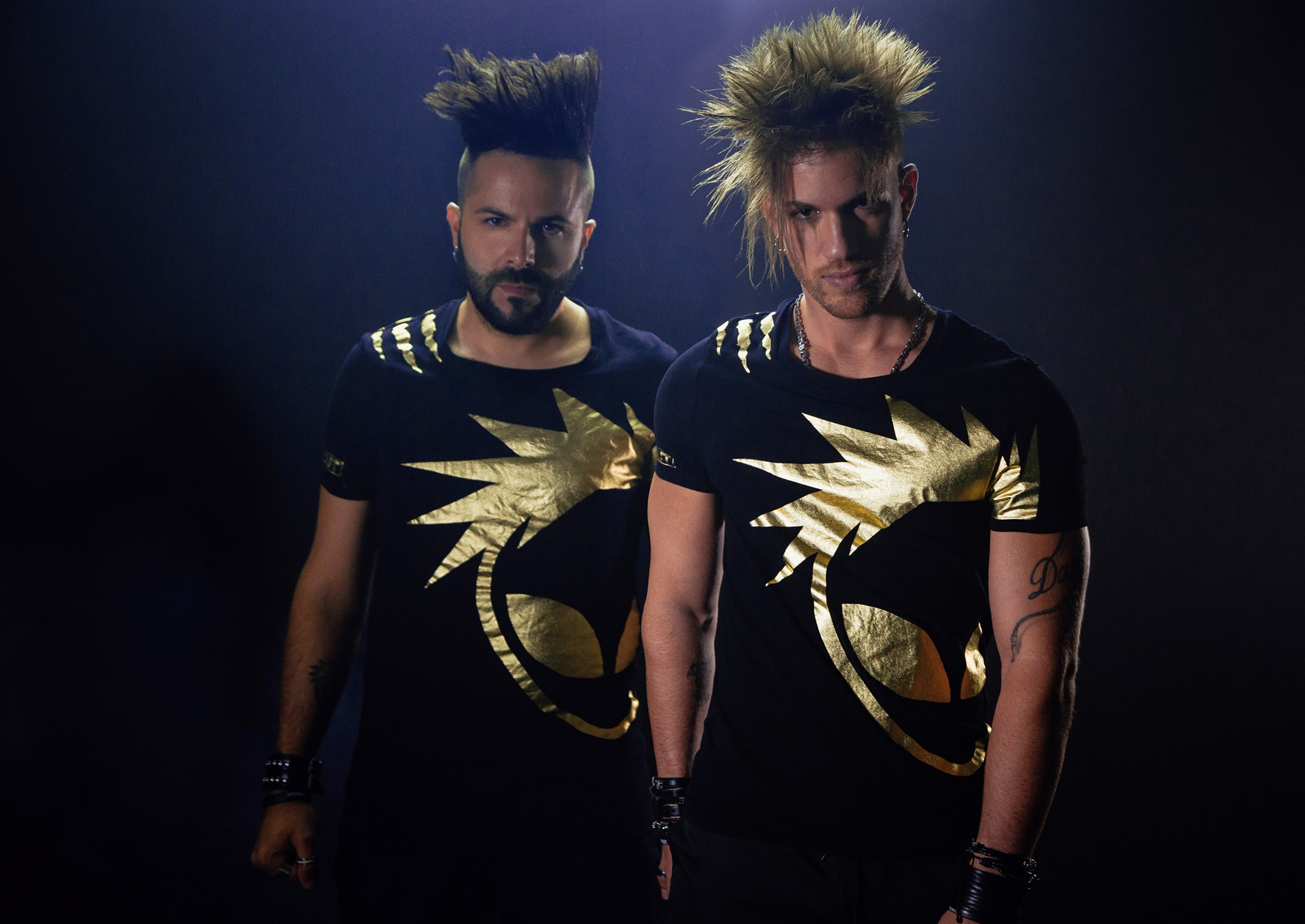
Alien Cut nel 2019, in una delle foto dell' album Musica che sposta vol. 1

Nel 2015 firmano un contratto per l'etichetta discografica spagnola Blanco Y Negro, producendo il singolo Morena e diventando remixer ufficiali per DJ Antoine, Elena Gheorghe, Havana. Nel 2017 producono i due nuovi singoli Stars e Luna Park. Quest'ultimo coniuga due generi opposti tra loro, creando così la Trap-Dance.
All'inizio del 2018 producono con Dj Matrix Canto libero e Cresciuti con la dance presenti nell'album Musica da Giostra Vol.5. Nel Maggio dello stesso anno pubblicano il nuovo singolo Mamma mia licenziato Sony Music per Danceonline, seguendo il sound di Luna Park. L'anno discografico si chiude con un altro singolo in collaborazione con Zighi, dal titolo "Offri da bere" seguito, nel 2019, da Flex.
Gli artisti sono stati ospitati per numerosi dj-set in club italiani ed internazionali, dal Pacha in Spagna al Plus Minus in Slovenia, dall' Happy Nite e Baby'O in Austria allo Sharm in Albania.
Musica che sposta vol. 1 è il loro primo album di 23 tracce pubblicato il 13 Dicembre 2019 in licenza Sony Music. L'album entra nella Top 100 degli album più venduti in Italia della classifica FIMI.
Il 19 febbraio 2021 gli Alien Cut pubblicano una versione rivisitata del singolo Move Your Body, brano storico degli Eiffel 65, utilizzando la melodia del singolo originale, con un nuovo testo cantato da Zighi, e annunciano sui social l'uscita prossima dell'album Musica che sposta vol. 2.
Il secondo album Musica che sposta vol. 2  viene pubblicato il 23 Luglio 2021. Questa volta, oltre ad entrare in Top 100 della classifica FIMI, si posiziona alla numero 7 della superclassifica Tv Sorrisi e Canzoni.
Il 2 Settembre 2022 pubblicano un nuovo singolo dal titolo End the Lies, prodotto in collaborazione con il produttore svedese Basshunter.

## Discografia

### Album studio
| Titolo                                                                                        | Album details                                                                          | Posizioni massime |
| Titolo                                                                                        | Album details                                                                          | ITA               |
| --------------------------------------------------------------------------------------------- | -------------------------------------------------------------------------------------- | ----------------- |
| Musica che sposta vol. 1                                                                      | - Pubblicato: 13 dicembre 2019 - Etichetta: Sony Music - Format: CD, download digitale | 95                |
| Musica che sposta vol. 2                                                                      | - Pubblicato: 23 luglio 2021 - Etichetta: Sony Music - Format: CD, download digitale   | 72                |
| Alien Lab Exp. 1                                                                              | - Pubblicato: 29 luglio 2022 - Etichetta: Uran Records - Format: Download digitale     | —                 |
| Alien Lab Vol. 2                                                                              | - Pubblicato: 26 luglio 2023 - Etichetta: Uran Records - Format: Download digitale     | —                 |
| "—" indica che l'opera non si è classificata o che non è stata pubblicata in quel territorio. |                                                                                        |                   |

### Singoli
| Titolo                                                             | Anno |
| ------------------------------------------------------------------ | ---- |
| Stop & Replay                                                      | 2011 |
| Call Me Up                                                         | 2012 |
| Love Me Boy                                                        | 2012 |
| Party Time                                                         | 2013 |
| Let's Bounce                                                       | 2014 |
| Jump                                                               | 2014 |
| Morena                                                             | 2015 |
| Boom                                                               | 2015 |
| Stars                                                              | 2017 |
| Luna Park                                                          | 2017 |
| Vecchio stile vecchia scuola                                       | 2017 |
| Canto libero                                                       | 2018 |
| Cresciuti con la dance                                             | 2018 |
| Mamma mia                                                          | 2018 |
| Offri da bere                                                      | 2018 |
| Flex                                                               | 2019 |
| L'isola che non c'è                                                | 2020 |
| Non c'è nessuno che salta                                          | 2020 |
| G nel body                                                         | 2021 |
| Chiedo per un amico                                                | 2021 |
| Salta stronzo                                                      | 2022 |
| Circles                                                            | 2022 |
| End the Lies (& Basshunter)                                        | 2022 |
| Musica che sposta 3 (Ame 2.0 & Gutyerrez)                          | 2023 |
| 50 Special (& Paps) Cotton Eye Joe Una Vita Sotto Cassa (Manfredi) | 2024 |
| 4 Di notte (& DJ Matrix) Cartagine (& Why Not)                     | 2025 |

### Remix
- 2013 - Gabry Ponte ft. Shaggy - Sexy Swag (Alien Cut & Dino Brown Remix)
- 2013 - Gabry Ponte, Haiducii, Jeffrey Jey - Dragostea Din Tei 2k13 (Alien Cut & Dino Brown Remix)
- 2014 - Carolina Marquez ft. Flo Rida & Dale Saunders - Sing La La La (Alien Cut Remix)
- 2015 - Dj Antoine ft. Akon - Holiday (Alien Cut Remix)
- 2015 - Elena Feat. Danny Mazzo - Señor Loco (Alien Cut Remix)
- 2016 - Havana - Vita Bella (Jack Mazzoni & Alien Cut Remix)
- 2017 - Deep Spirit - Lonely 2k17 (Alien Cut Remix)
- 2018 - Og Eastbull - Bella Giornata (Alien Cut Remix)
- 2019 - DJ Valdi, Elijah King - Say you'll never (Alien Cut Remix)
- 2020 - Shade - Autostop (Alien Cut & Dj Matrix Remix)